# Гавриил (Бужинский)
Епископ Гавриил (в миру Гавриил Фёдорович Бужинский; 1680, Изюм — 27 апреля 1731, Москва) — епископ Русской православной церкви (с 30 октября 1726 года — епископ Рязанский и Муромский), церковный деятель и переводчик. Дядя К. А. Кондратовича.

## Биография
Родился на территории Слободской Украины в обеспеченной купеческой семье, где жил его отец Фёдор Фёдорович Бужинский. Обучался в Киево-Братской коллегии. В 1706 году митрополит Стефан Яворский вызвал его в Москву и назначил учителем Славяно-греко-латинской академии.
В 1707 году принял монашеский постриг, в 1709 году был рукоположён в сан иеромонаха. Получил известность как талантливый проповедник. В проповедях использовал «выражения, оскорбительные для взыскательного слуха» и множество варваризмов, но при этом в них находили «обильные и умные обороты мыслей, а часто и трогательное красноречие».
Стал известен Петру I, который перевёл его в 1714 году в Александро-Невскую Лавру, а в 1718 году назначил обер-иеромонахом флота. Гавриил был ревностным сторонником петровских реформ, в своих проповедях прославлял дела царя. Многие из них представляют собой панегирик возрождения России благодаря реформам Петра. В 1717 году написал одно из лучших своих проповеднических сочинений — слово «В похвалу Санкт-Петербурга и его основателя, государя императора Петра Великого».
В 1720 году Гавриил стал префектом Славяно-греко-латинской академии. В том же году им был сделан перевод т.н. «Лютеранского хронографа», известного под названием «Феатрон или позор исторический...». В 1749 году книга была запрещена указом Елизаветы Петровны и изъята. 
22 января 1721 года был возведён в сан архимандрита Ипатиевского монастыря, 25 декабря того же года был назначен советником созданного в этом году Святейшего Правительствующего Синода и протектором школ и типографий; 20 марта 1722 года стал настоятелем Троице-Сергиевой лавры.

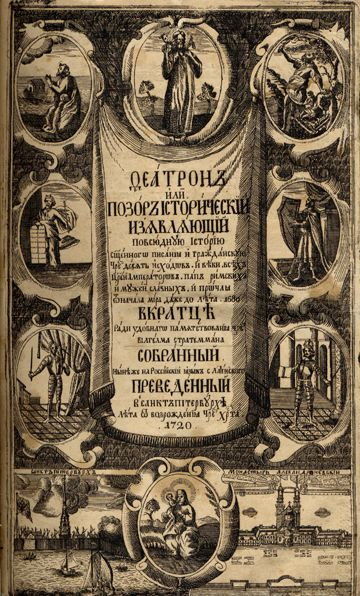
«Феатрон, или Позор исторический» (перевод Гавриила Бужинского, 1724 г.)

После смерти Петра I в Синоде влияние получил архиепископ Ростовский Георгий (Дашков), бывший противником Феофана Прокоповича. Это привело к ослаблению влияния духовных лиц, поддерживавших преобразования Петра, и Гавриил был удалён епископом в Рязань. Хиротония состоялась 30 октября 1726 года, в свою епархию Гавриил прибыл 22 января 1727 года.
На Рязанской кафедре проявил себя развитием просвещения, восстановил славяно-греко-латинскую школу, прекратившую работу из-за отсутствия учителей. Через два года в ней обучалось уже 339 учеников. Деятельность Гавриила встретила сопротивление со стороны местного духовенства, по доносу было начато следствие. Гавриил был вызван в Москву где прожил около двух лет в наёмном доме из-за отсутствия места на Рязанском подворье. В 1730 году следствие было завершено, обвинение против Гавриила доказано не было. В январе 1731 года Синод выдвигал его кандидатом в архиереи в Киев и в Ростов, но состояние здоровья Гавриила ухудшилось и 27 апреля он скончался. Был погребён в московском Заиконоспасском монастыре.

## Сочинения
Гавриилом были написаны церковные службы:
- вместе с Феофилактом Лопатинским: 27 июня, Служба благодарственная Богу, в Троице Святей славимому, о великой, Богом дарованной победе над свейским королём Каролом вторымнадесять и воинством его, содеянной под Полтавою в лето от воплощения Господня 1709, месяца июня в 27-й день[4]
- 30 августа, Служба благодарственная Богу, в Троице Святей славимому, на воспоминание заключеннаго мира между державою Российскою и короною Свейскою (1721) и на пренесение мощей святаго благовернаго великаго князя Александра Невскаго (1724)

и многочисленные проповеди:
- Сборник проповедей Гавриила Бужинского за 1717—1727 гг

а так же выполнен по заказу Петра I ряд переводов:
- Эразма Роттердамского;
- Самуэля Пуфендорфа («Введение в историю Европейскую»)
- Вильгельма Стратемана (лат. Wilhelmus Stratemannus; нем. Wilhelm Stratemann; 1629—1684) («Феатрон, или Позор исторический»).

Им написан краткий катехизис «Последование исповедания» (1724 год). Церковный историк Филарет (Дроздов) приписывает Гавриилу написание по заказу Петра I книги «Юности честное зерцало», свода светской морали и приличий.